# محمد بن أحمد بن حفص
أبو عبد الله محمد بن أحمد بن حفص بن الزبرقان البخاري الحنفي (ت 264هـ / 877م) شيخ الحنفية في عصره، يلقب بـ«عالِم ما وراء النهر». تفقه بوالده العلامة أبي حفص الكبير. وكان قد ارتحل، وسمع من أبي الوليد الطيالسي، والحميدي، وأبي نعيم عارم، ويحيى بن يحيى، والتبوذكي، وعبد الله بن رجاء، وطبقتهم. ورافق البخاري في الطلب مدة، وله كتاب «الأهواء» و«الاختلاف». وروى عنه أبو عصمة أحمد بن محمد اليشكري، وعبدان بن يوسف، وعلي بن حسن بن عبدة، وطائفة، آخرهم وفاة أحمد بن خالد البخاري.

## فضله وثناء العلماء عليه
قال أبو عبد الله بن منده: كان عالم أهل بخارى وشيخهم.
قال شمس الدين الذهبي: وكان ثقةً إماماً ورعاً زاهداً ربانياً، صاحب سنة واتباع، لقي أبا نعيم وهو أكبر شيوخه، وكان يقول بتحريم النبيذ المسكر. وكان أبوه من كبار تلامذة محمد بن الحسن، انتهت إليه رئاسة الأصحاب ببخارى، وإلى ابنه أبي عبد الله هذا، وتفقه عليه أئمة.

## وفاته
توفي أبو عبد الله في رمضان سنة أربع وستين ومائتين (264هـ).